# Cleora flavivenata
Cleora flavivenata là một loài bướm đêm trong họ Geometridae.